# Bec-en-ciseaux noir
Rynchops niger
Espèce
Statut de conservation UICN

 LC  : Préoccupation mineure
Le Bec-en-ciseaux noir (Rynchops niger) est une espèce d'oiseaux de mer de la famille des Laridae qui ressemble à une sterne. Cette espèce fait partie des trois espèces appartenant au genre Rynchops, toutes trois nommées Bec-en-ciseaux.

## Morphologie

### Mensurations
Le Bec-en-ciseaux noir a une longueur de 40 à 50 cm, avec une envergure de 107 à 127 cm. Les mâles pèsent environ 325 g; les femelles sont plus petites que les mâles et pèsent en moyenne 235 g.

### Aspect général
Le bec de grande taille présente une base rouge, le reste étant noir. La mandibule inférieure est beaucoup plus longue que la supérieure. L'œil a un iris brun-noir et une pupille fendue verticalement, chose rare chez les oiseaux. Les pattes sont courtes et rouges.

### Plumage nuptial
Les adultes en plumage nuptial ont la calotte, la nuque ainsi que le dessus du corps noir. La gorge, le cou, le ventre, de même que la base du bec de l'oiseau sont blancs. Les plumes de couverture sont noires mais présentent sur leur partie arrière une bordure blanche. La queue et le croupion sont gris sombre, avec une bordure blanche. Le dessous des ailes varie du blanc au gris selon les sous-espèces.

### Plumage inter nuptial et juvénile

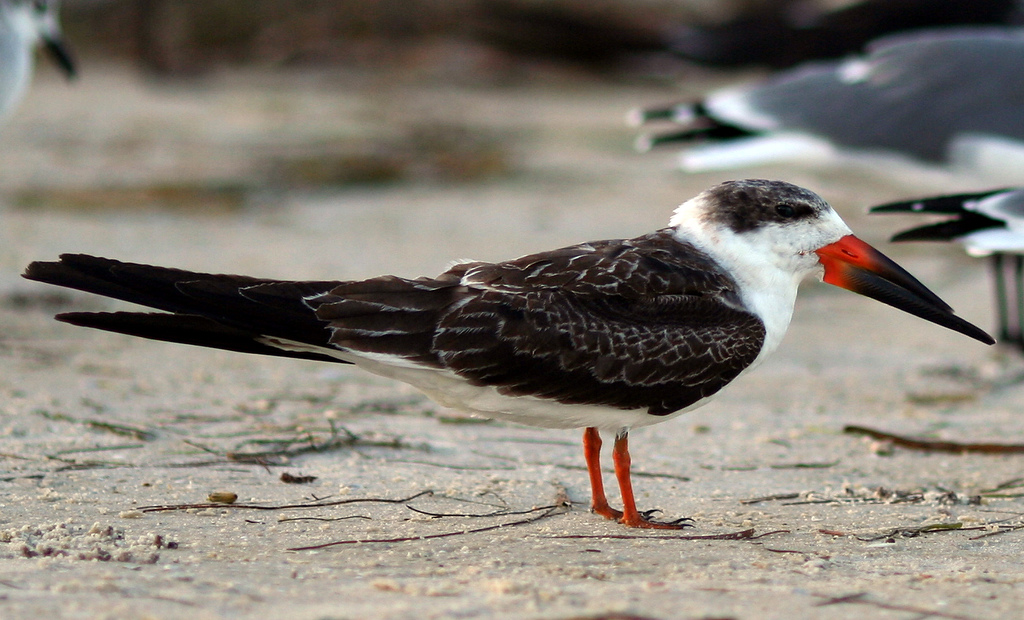
Juvénile de Bec-en-ciseaux noir, présentant sur la tête des taches blanches
(cliquer sur l'image pour l'agrandir)

Les adultes non nicheurs ou en plumage inter nuptial ont le dessus du corps plus pâle et d'une teinte plus brune. La nuque est blanche.

Les juvéniles ressemblent à l'adulte non nicheur, mais présentent de petites taches blanches sur la tête et le dessus du corps.

L'oisillon est couvert d'un duvet gris beige tacheté de noir. À l'éclosion, le bec des oisillons présente deux mandibules de longueur similaire; la croissance inégale de leur bec devient sensible aux alentours de la période où ils quittent le nid.

## Comportement

### Relations intra et interspécifiques
Le cri de cet oiseau ressemble à un kak kak kak nasillard ou un yip aboyant.
Le Bec-en-ciseaux noir présente un comportement à la fois sociable et territorial. Il niche en groupes pouvant compter jusqu'à une quarantaine de couples mais une zone peut compter plusieurs milliers de ces oiseaux, répartis en plusieurs groupes individualisés. Il niche de plus assez souvent en compagnie d'autres espèces d'oiseaux, comme la Sterne de Dougall (Sterna dougallii) ou la Petite Sterne (Sterna antillarum). Le comportement territorial du Bec-en-ciseaux noir se manifeste par des vocalisations aboyantes ou par des postures menaçantes. Ces oiseaux attaquent tout intrus qui s'approche trop près de leur nid ou de leurs petits, y compris les petits des couples voisins. La distance minimale entre deux nids est d'environ 1 m.
Le Bec-en-ciseaux noir subit une pression de prédation de la part de nombreux prédateurs, mammifères ou oiseaux, qui attaquent aussi bien les petits ou les œufs que les adultes. Les prédateurs les plus communs sont le Renard roux, le Raton laveur, la Mouffette rayée, le Vison d'Amérique, la Belette à longue queue, l'écureuil gris, les chats et chiens domestiques, le Rat gris, le héron Bihoreau gris, le Busard Saint-Martin, le faucon pèlerin, le Tournepierre à collier, le Hibou des marais, le Grand-duc d'Amérique, la Corneille de rivage, le Quiscale bronzé, le Quiscale des marais ou encore le Carouge à épaulettes. Dans certaines zones, les œufs subissent de plus la prédation de fourmis comme Solenopsis molesta, Lasius neoniger, ou Tetramorium caespitum. Cet oiseau est lui-même prédateur et exerce une assez forte régulation des populations de petits poissons dans les zones qu'il fréquente.

### Locomotion
Ces oiseaux possèdent un vol léger et gracieux, et ce grâce aux battements réguliers de leurs longues ailes.

### Alimentation

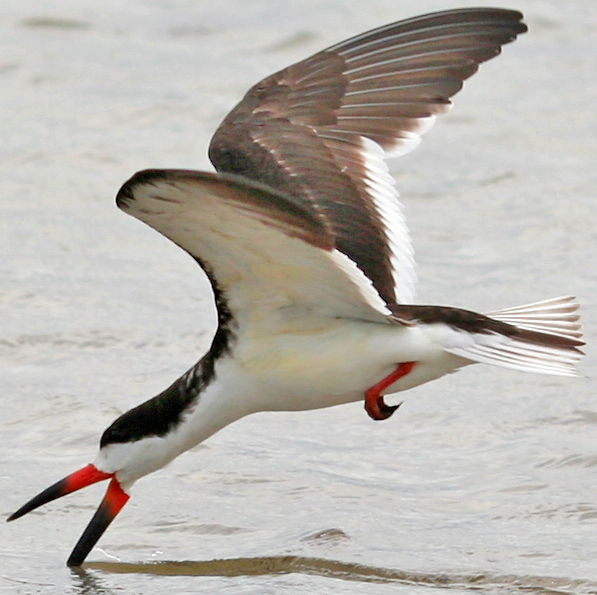
Un Bec-en-ciseaux noir en train de se nourrir

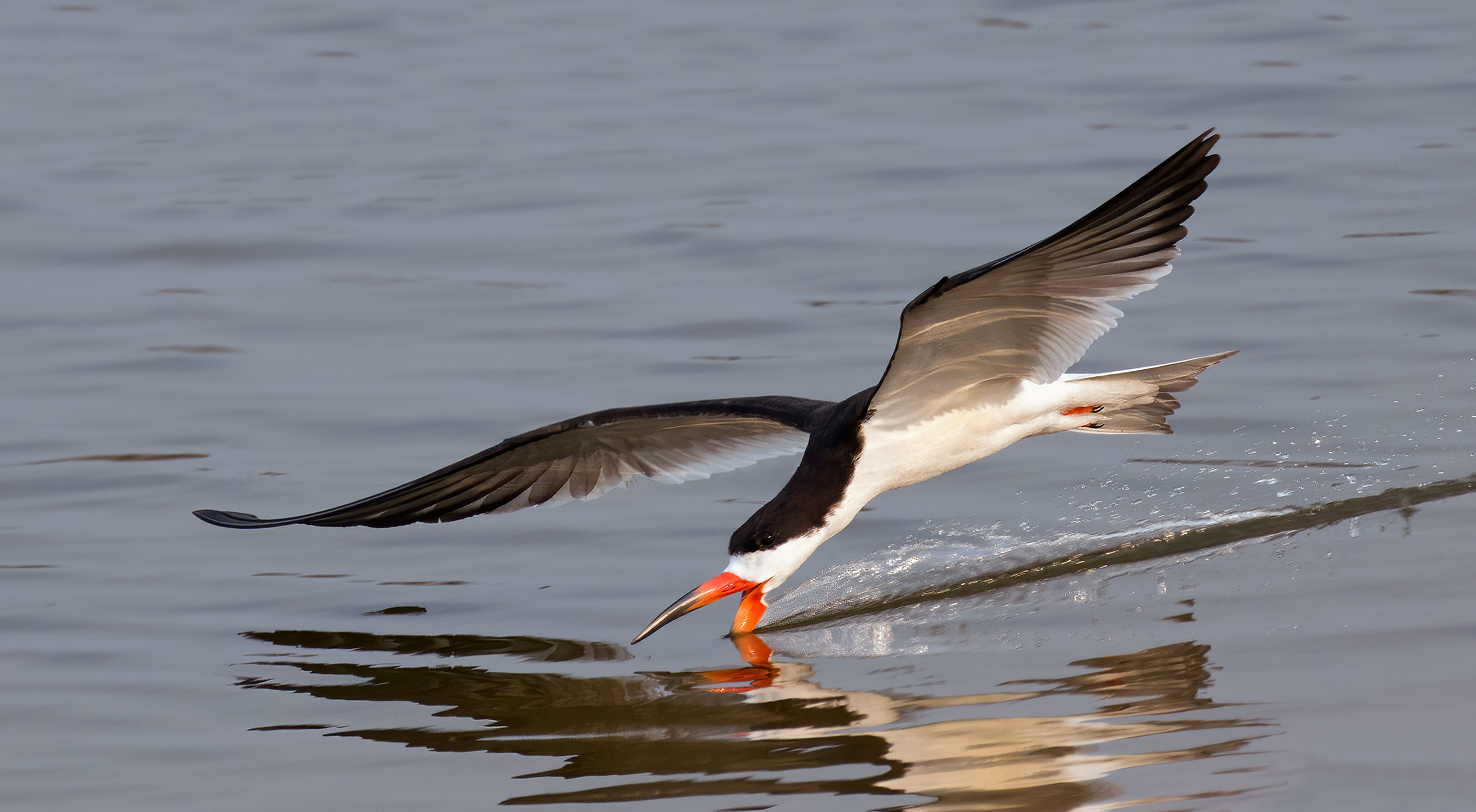
Un autre bec-en-ciseaux noir se nourrissant de même, dans le Pantanal, Brésil.

Ils se nourrissent souvent en grands groupes, volant bas au-dessus de la surface de l'eau, avec la mandibule inférieure plongeant dans l'eau, en quête de petits poissons ou crustacés, repérés au toucher et capturés. La pêche peut avoir lieu le jour, toutefois elle est plus souvent effectuée la nuit. Le jour, ils passent beaucoup de temps à errer en groupes sur les rives sablonneuses des rivières, des côtes et des lagons qu'ils fréquentent.
Leurs proies mesurent généralement entre 4 et 12 cm de longueur, cependant ils capturent des proies plus petites pour nourrir leurs oisillons.

### Reproduction

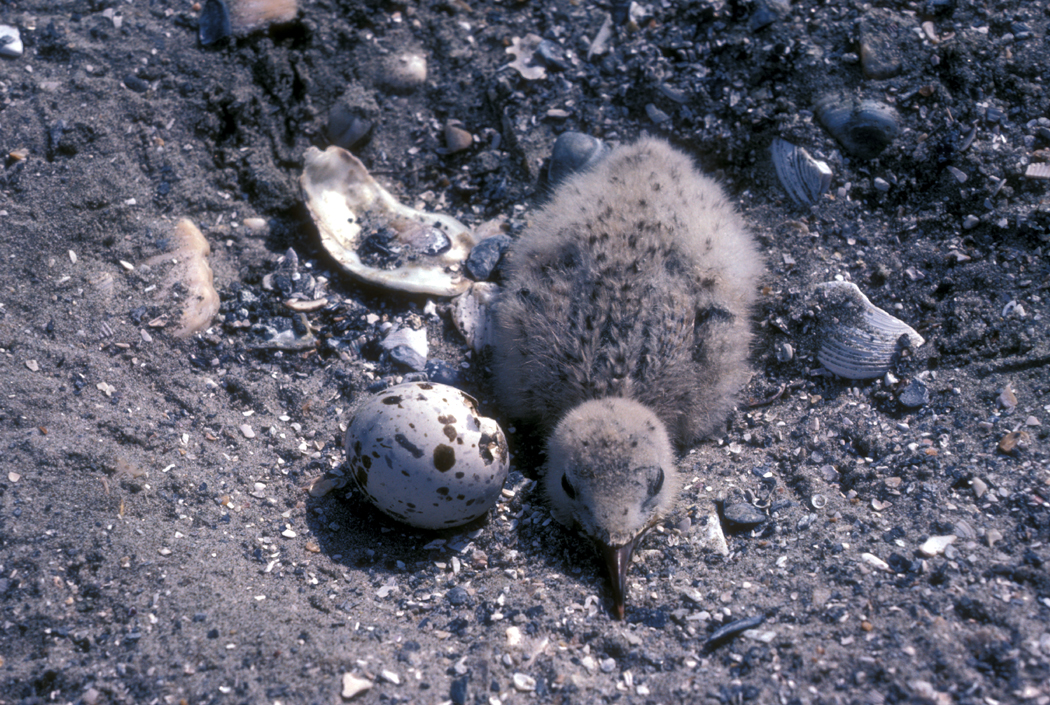
Nid, œufs et oisillon de Rynchops niger

Le Bec-en-ciseaux noir niche en petits groupes, sur les côtes et plages sablonneuses, dans les marais côtiers ou sur les gravières des continents américains. Puisque les petits sont homochromiques avec un sol sablonneux, les sites de nidification sont abandonnés s'ils deviennent trop couverts d'herbe.
Les parades nuptiales commencent à l'arrivée des adultes nicheurs sur les sites de nidification, c'est-à-dire durant les mois chauds de l'année (ce qui est variable selon les populations envisagées). Ces parades, qui ont généralement lieu le soir, consistent en une offrande de poisson du mâle envers la femelle; dès que celle-ci accepte le poisson, la copulation a lieu. Contrairement aux sternes, qui ingurgitent le poisson d'abord, les femelles, gardent le poisson dans leur bec lors de la copulation et ne l'avalent qu'après. Cette démarche peut se répéter plus d’une fois par jour. Un mâle peut parvenir à séduire une femelle en lui présentant une brindille ou une feuille en guise d'offrande. Le Bec-en-ciseaux noir reste monogame et les mâles défendent leur partenaire avec ardeur.
Un simple creux dans le sable compose le nid. La femelle y pond entre 3 et 7 œufs (4 ou 5 le plus souvent) présentant des marques roussâtres ou bleuâtres. La ponte s'étale sur une période d'une semaine et il est exceptionnel que deux œufs soient pondus le même jour. Les deux parents assureront l'incubation, qui dure entre 21 et 26 jours. Les oisillons de type nidifuge peuvent quitter le nid dès leur éclosion et se reposer dans la cuvette formée par le nid, où leurs parents les protègent du soleil et des fortes températures. Ils peuvent aussi éventuellement creuser leur propre creux dans le sable. Les deux parents nourrissent les jeunes. Cependant, le mâle est généralement plus actif que la femelle dans cette activité. Le nourrissage des petits s’accomplit presque exclusivement durant le jour; il est plus rare durant la nuit car la plupart des adultes quittent la colonie en quête de nourriture. Les petits prennent leur essor entre le 28e et le 31e jour après l'éclosion.
La maturité sexuelle survient de façon plus précoce pour les femelles (de 1 à 3 ans) que pour les mâles (4 ans en moyenne). Le Bec-en-ciseaux noir vit généralement entre 5 et 15 ans, il peut toutefois atteindre 20 ans en liberté.

## Répartition et habitat

### Habitat
Cet oiseau aquatique fréquente les eaux douces, saumâtres ou salées. Il est possible de le voir dans des baies, des estuaires, des lagons, des vasières, des plages, des marais côtiers ainsi que des bancs de sable ou des bancs coquilliers.

### Répartition
Le Bec-en-ciseaux noir niche aussi bien dans les zones néarctiques que néo-tropicales, c'est-à-dire en Amérique du Nord et en Amérique du Sud.
D'après la classification de référence (version 14.1, 2024) de l'Union internationale des ornithologues, le Bec-en-ciseaux noir possède 3 sous-espèces (ordre philogénique) :
- Rhynchops niger niger Linnaeus, 1758 : migrateur, qui niche sur les côtes atlantiques de l'Amérique du Nord (de New York, États-Unis, jusqu'au golfe du Mexique) ou sur les côtes de l'océan Pacifique, du sud de la Californie jusqu'au Mexique ; dans l'espace Caraïbe, son aire de répartition s'étend vers l'Est jusqu'aux Îles Vierges ou la Grenade ;
- Rhynchops niger cinerescens Spix, 1825 : plus grand, présente des dessous d'ailes grisâtres et une bordure blanche plus étroite sur sa queue noire ; il niche dans le Nord de l'Amérique du Sud, des côtes colombiennes jusqu'à l'Équateur à l'Ouest, ainsi que dans le bassin de l'Amazone à l'Est ;
- Rhynchops niger intercedens Saunders, H, 1895 : vit sur le reste du territoire de l'Amérique du Sud, sur les côtes atlantiques et sur les grands fleuves, du Brésil jusqu'au centre de l'Argentine.

### Migration
Les populations qui vivent aux régions les plus australes ou septentrionales de l'aire de répartition migrent. Les groupes de Rynchops niger les plus nordiques partent hiverner vers les côtes tropicales ou subtropicales de l'océan Pacifique, vers les eaux plus chaudes de l'espace Caraïbe ou sur les côtes tropicales ou subtropicales de l'océan Pacifique. Les Rynchops niger cinerescens, eux, ne font que des déplacements de courte distance en réponse aux inondations annuelles qui agrandissent leurs aires de nourrissage sur les hauts-fonds des rivières. Certaines des populations parmi les plus australes de Rynchops niger intercedens partent hiverner vers le nord et peuvent aller jusqu'au Costa Rica,.

## Taxinomie
On identifie aussi cette espèce comme: Rynchops nigra Linnaeus, 1758 ou Rhynchops niger Stotz et coll. (1996). Il en existe trois sous-espèces (voir le paragraphe précédent).

## Le Bec-en-ciseaux noir et l'Homme

### Dangers
En plus de la prédation animale, ci-haut mentionnée, le bec-en-ciseaux noir doit composer avec l’omniprésence humaine. La chasse des oiseaux adultes et de leurs œufs, à des fins alimentaires, a présenté un grand danger pour l'espèce qui, au cours des années 1970, a vécu un déclin préoccupant.
Même si les œufs subissent toujours un ramassage, la chasse des oiseaux adultes ne se pratique plus.
La pression humaine se fait cependant encore sentir, en ce qui a trait à la réduction de l'habitat. Cette présence humaine s'étend jusqu'aux sites de nidification coutumiers de cette espèce.
À l'instar des autres oiseaux, le bec-en-ciseaux noir, souffre aussi de la pollution, notamment aux pesticides, aux hydrocarbures, ainsi qu'aux métaux lourds.

### Statut et préservation
L'Union internationale pour la conservation de la nature (UICN) a classé cette espèce dans la catégorie LC (préoccupation mineure), en raison de son aire de répartition vaste, évaluée à 14 000 000 km2, et de sa population mondiale nombreuse, comprenant entre 120 000 et 210 000 individus.

### Philatélie
Plusieurs états ont émis des timbres à l'effigie de cet oiseau,: Antigua-et-Barbuda en 1996 et 1998, la Gambie en 1999, la Grenade en 1998, la Mauritanie en 1985, le Mexique en 1998, le Mozambique en 2002, Niévès en 1995 et 2002, le Nicaragua en 1999, l'Uruguay en 1997 et la Zambie en 1999.

### Photos et vidéos
- Galerie d'images sur le site ARKive
- Galerie d'images Flickr sur le site Avibase
- Galerie d'images sur le site Calphotos
- Galerie d'images sur le site Greg Lasley Nature Photography
- Galerie d'images sur le site Voyages ornithologiques à travers le monde (dont une prise de nuit)
- Vidéos et images sur le site IBC (Internet Bird Collection)
- Bandes sonores sur le site xeno-canto